# Prezident Podněstří
Prezident Podněstří je hlavou mezinárodně neuznaného státu. Je volen přímou volbou na pět let. Počet po sobě jdoucích funkčních období pro jednu osobu je od roku 2012 omezen na dvě. 

## Pravomoci
Podle článků 70 a 71 Ústavy Podněsterské moldavské republiky je prezident:
- garantem Ústavy, zákonů, lidských práv a svobod
- zodpovědný za přijetí opatření vedoucích k ochraně suverenity, nezávislosti a územní celistvosti republiky
- zodpovědný za koordinované fungování státních orgánů
- tvůrcem konceptu vnitřní a zahraniční politiky státu
- vrchním velitelem ozbrojených sil
- oprávněn vyhlásit stanné právo
- uděluje milosti, státní vyznamenání a čestné tituly, jmenuje generály, rozhoduje o udělení azylu a občanství zahraničním občanům

## Seznam prezidentů
|   | Jméno                      | Portrét | Od                | Do                | Politická příslušnost                  |
| 1 | Igor Nikolajevič Smirnov   |         | 1. prosince 1991  | 30. prosince 2011 | bezpartijní, v letech 1963-1990 KSSS   |
| 2 | Jevgenij Vasiljevič Ševčuk |         | 30. prosince 2011 | 16. prosince 2016 | bezpartijní, v letech 2006-2010 Obnova |
| 3 | Vadim Krasnoselskij        |         | 16. prosince 2016 | úřadující         | bezpartijní, dříve Obnova              |